# In the Hot Seat
In the Hot Seat — дев'ятий студійний альбом англійської групи Emerson, Lake & Palmer, який був випущений 27 вересня 1994 року.

## Композиції
1. Hand of Truth – 5:22
2. Daddy – 4:42
3. One By One – 5:16
4. Heart on Ice – 4:17
5. Thin Line – 4:45
6. Man in the Long Black Coat – 4:12
7. Change – 4:43
8. Give Me a Reason to Stay – 4:14
9. Gone Too Soon – 4:11
10. Street War – 4:24

## Учасники запису
- Кіт Емерсон — орган, синтезатор, фортепіано, челеста, клавішні, орган Гаммонда, синтезатор Муґа
- Ґреґ Лейк — акустична гітара, бас-гітара, електрогітара, вокал
- Карл Палмер — перкусія, ударні